# كيري دريك

كيري دريك (بالإنجليزية: Kerry Drake)‏، هو عنوان لقصص مصورة فكاهية أنشئت لنقابة الناشرين (لاحقًا نقابة قاعة الناشرين) من قبل ألفريد أندريولا كفنان، وألين سوندرز ككاتب غير معترف به. ظهرت لأول مرة في يوم الاثنين 4 أكتوبر، 1943، لتحل محل القصص الفكاهية المصورة دان دن لنورمان مارش، وانضم إلى النقابة بشكل مستمر حتى عام 1983.
وفقًا لسوندرز، نافس دان دن ديك تريسي في ريادة المواضيع والتقنيات المتعلقة بالمباحث الأمريكية الهزلية حتى 1942 عندما دخل مارش مشادة مع نقابة الناشرين و«انسحب». ثم أولت النقابة سوندرز (ككاتب ومحرر الصور المتحركة للنقابة)، والفنان اندريولا مسؤولية الصحيفة المهجورة وليحل محله بعد ذلك كيري دريك في 1943 مع قطاع المباحث الجديد.
من بين العديد من المساعدين أو الكتاب الخفيين لأندريولا على مر السنين، وتحديدًا في الرسم، كان الفنانون هاي ايسمان، جيري روبنسون، فران ماتيرا وأبرزهم سوروري غومن، وكان آخر من عمل في القطاع لمدة 30 عامًا وشارك الائتمان مع أندريولا 1976-1983 . وقال ايسمان إنه التبس الشريط من عام 1957 إلى عام 1960.